# Melasina spumosa
Melasina spumosa är en fjärilsart som beskrevs av Edward Meyrick 1920. Melasina spumosa ingår i släktet Melasina och familjen säckspinnare. Inga underarter finns listade i Catalogue of Life.